# José Sánchez Vidal
José Sánchez Vidal (Coria del Río, 1892 - 1936) fue político español que fue alcalde de su ciudad durante la Segunda República Española.

## Biografía
Elegido concejal en 1931 por el Partido Republicano Radical al proclamarse la república y presidente de la gestora que se hizo cargo del ayuntamiento (1932). Fue depuesto en 1934 durante el gobierno radical-cedista. Con la victoria del Frente Popular en 1936, fue repuesto en su cargo y elegido alcalde. Detenido por las tropas franquistas en los primeros días de septiembre después del golpe de Estado que dio lugar a la guerra civil y embarcado junto a su hijo en el barco-prisión Cabo Carboeiro, fondeado en el puerto de Sevilla, no se le volvió a ver con vida, siendo fusilado en tierra en lugar desconocido, probablemente en las tapias del cementerio de Sevilla.